# Nash (graffiti-kunstenaar)

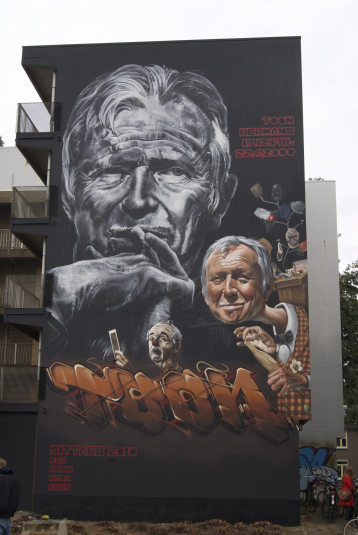
Toon Hermans, graffiti van Nash, Sittard

Nash, pseudoniem van Werner Zwakhalen (Sittard, 22 december 1970 – 6 juli 2024), was een Nederlands graffiti-kunstenaar. Hij maakte deel uit van de groep Loveletters.

## Biografie
In de jaren 80 kwam Zwakhalen in aanraking met graffiti, breakdance en hiphop, mede dankzij Amerikaanse soldaten die op de basis Afcent zijn gelegerd. In het Sittardse jongerencentrum La Chapelle maakte hij zijn eerste tekeningen en in 1987 kreeg hij zijn eerste officiële opdracht: het fietstunneltje bij Munstergeleen. In 1993 maakte Zwakhalen een kunstwerk aan de Borgharenweg in Maastricht in het kader van een grensoverschrijdend graffiti-project. Hij kreeg opdrachten tot in Australië en de Verenigde Staten.
In 1996 richtte Werner het Hiphopcafé op in Fenix te Sittard, twee jaar later gevolgd door de eerste van een serie Rewind parties, waarmee hij dj's, mc's, breakdancers en graffiti-kunstenaars uit heel Europa naar het Sittardse poppodium haalde.
In 2023 kreeg hij de opdracht om in Sittard een flatgebouw van een schildering te voorzien, samen met kunstenaars David Louf (June) en Joos van Barneveld (Does). Volgens Zwakhalen was het voor hem een droom om iets dergelijks te maken in zijn eigen stad; tot dan toe had hij nauwelijks in Sittard gewerkt.
Op 26 augustus 2001 werd zijn eerste zoon geboren, die de naam 'Nash' kreeg. Op 7 februari 2018 wordt Werner voor de tweede keer vader van 'Logan'.
In 2021 werd hij ziek en op 6 juli 2024 overleed hij aan de gevolgen van leverkanker.

## Stijl

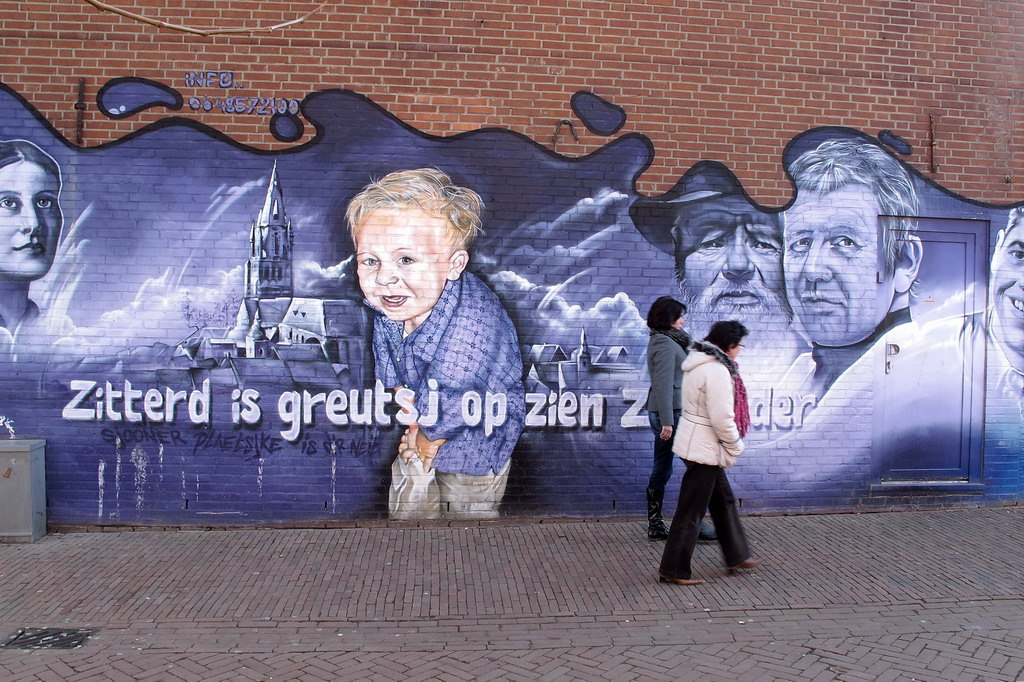
Overhovenerstraat Sittard

De stijl van Nash is een combinatie van realisme en karakteristieke cartoons. Aanvankelijk haalde Zwakhalen zijn inspiratie uit stripboeken en een dierenencyclopedie, hij was volledig autodidact.
Hij sloot niet gemakkelijk compromissen om van zijn kunst te kunnen leven en wees meermaals het aanbod af om van zijn werken reproducties te maken. Zijn sterke punt volgens hemzelf was gelegen in de mimiek van zijn figuurtjes, die je aan kijken en soms angstaanjagend en soms heel vriendelijk, uitnodigend en vrolijk zijn. In de graffiti-wereld noemen ze hem de 'techneut' omdat hij zo vaardig is in zijn werken. Hij begint meteen met spuiten, zonder vooraf te tekenen.